# Fauveliella tigrina
Fauveliella tigrina är en skalbaggsart som först beskrevs av Fauvel 1906.  Fauveliella tigrina ingår i släktet Fauveliella och familjen långhorningar. Inga underarter finns listade i Catalogue of Life.